# Polypedilum parviacumen
Polypedilum parviacumen är en tvåvingeart som beskrevs av Kawai och Sasa 1985. Polypedilum parviacumen ingår i släktet Polypedilum och familjen fjädermyggor. Inga underarter finns listade i Catalogue of Life.